# Comuna de Sława
Sława (polaco: Gmina Sława) é uma gminy (comuna) na Polónia, na voivodia da Lubúsquia e no condado de Wschowski. A sede do condado é a cidade de Sława.
De acordo com os censos de 2004, a comuna tem 12 144 habitantes, com uma densidade 37,2 hab/km².

## Área
Estende-se por uma área de 326,78 km², incluindo:
- área agricola: 41%
- área florestal: 49%

## Demografia
Dados de 30 de Junho 2004:
|                      | Total   | Total | Mulheres | Mulheres | Homens  | Homens |
| -------------------- | ------- | ----- | -------- | -------- | ------- | ------ |
|                      | pessoas | %     | pessoas  | %        | pessoas | %      |
| População            | 12 144  | 100   | 6157     | 50,7     | 5987    | 49,3   |
| Densidade (pop./km²) | 37,2    | 100   | 18,8     | 18,8     | 18,3    | 18,3   |

De acordo com dados de 2002, o rendimento médio per capita ascendia a 1500,8 zł.

## Subdivisões
- Bagno, Ciosaniec, Droniki, Gola, Krążkowo, Krępina, Krzepielów, Krzydłowiczki, Kuźnica Głogowska, Lipinki, Lubogoszcz, Łupice,  Nowe Strącze, Przybyszów, Radzyń, Spokojna, Stare Strącze, Szreniawa, Śmieszkowo, Tarnów Jezierny, Wróblów

## Comunas vizinhas
- Kolsko, Kotla, Nowa Sól, Przemęt, Siedlisko, Szlichtyngowa, Wijewo, Wolsztyn, Wschowa